# 1959 у Миколаєві
| Роки в Миколаєві ← • 1901 • 1902 • 1903 • 1904 • 1905 • 1906 • 1907 • 1908 • 1909 • 1910 • 1911 • 1912 • 1913 • 1914 • 1915 • 1916 • 1917 • 1918 • 1919 • 1920 • 1921 • 1922 • 1923 • 1924 • 1925 • 1926 • 1927 • 1928 • 1929 • 1930 • 1931 • 1932 • 1933 • 1934 • 1935 • 1936 • 1937 • 1938 • 1939 • 1940 • 1941 • 1942 • 1943 • 1944 • 1945 • 1946 • 1947 • 1948 • 1949 • 1950 • 1951 • 1952 • 1953 • 1954 • 1955 • 1956 • 1957 • 1958 • 1959 • 1960 • 1961 • 1962 • 1963 • 1964 • 1965 • 1966 • 1967 • 1968 • 1969 • 1970 • 1971 • 1972 • 1973 • 1974 • 1975 • 1976 • 1977 • 1978 • 1979 • 1980 • 1981 • 1982 • 1983 • 1984 • 1985 • 1986 • 1987 • 1988 • 1989 • 1990 • 1991 • 1992 • 1993 • 1994 • 1995 • 1996 • 1997 • 1998 • 1999 • 2000 • → |

1959 у Миколаєві — список важливих подій, що відбулись у 1959 році в Миколаєві. Також подано перелік відомих осіб, пов'язаних з містом, що народились або померли цього року, отримали почесні звання від міста.

## Події

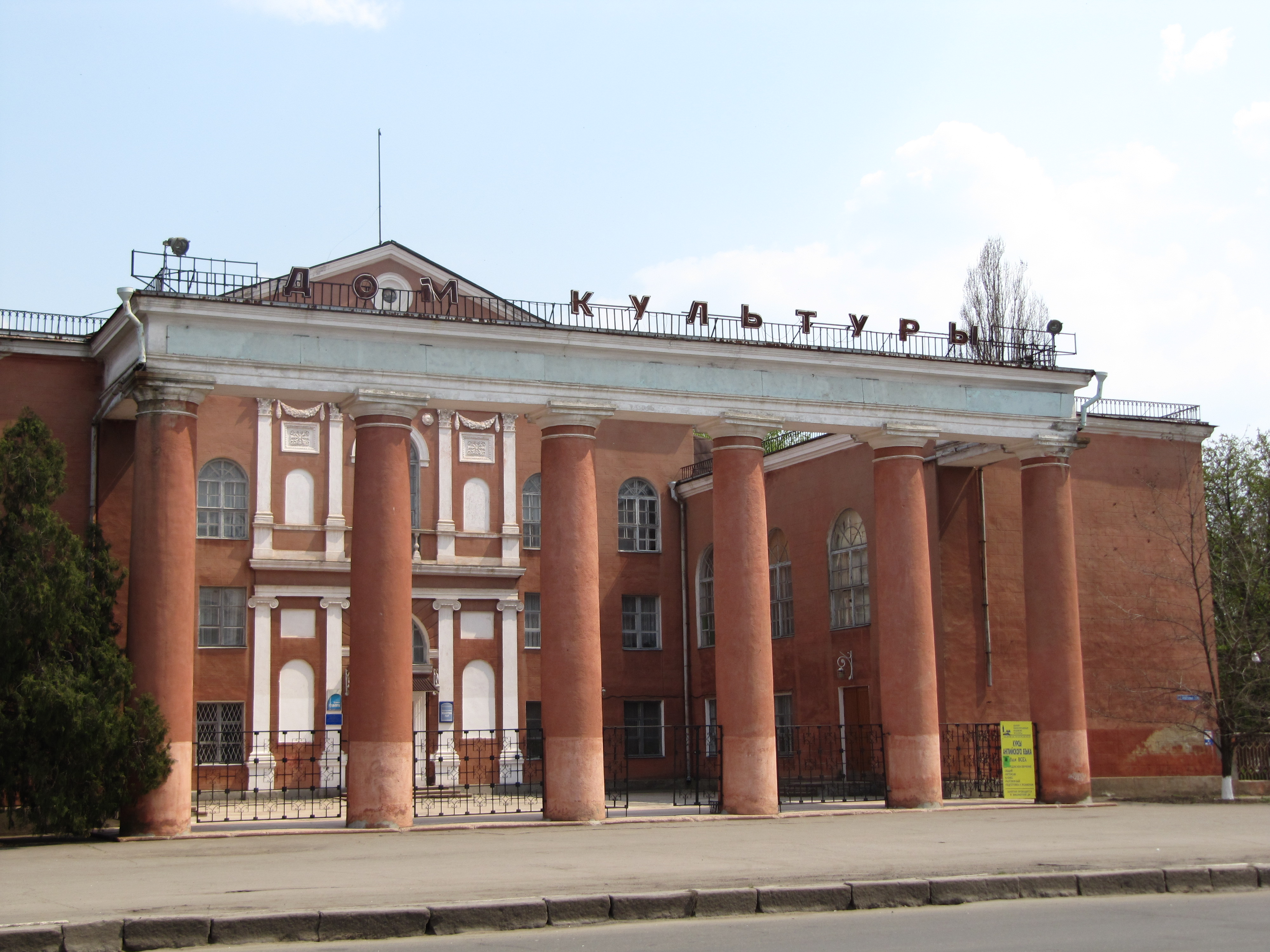
Будинок культури суднобудівного заводу «Океан»

- Згідно з даними Всесоюзного перепису населення 1959 року кількість населення Миколаєва становила 226 207 осіб[1].
- 13 грудня — розпочала свою роботу Миколаївська студія телебачення.
- У парку «Піонерський» встановлено пам'ятник юним розвідникам, учасникам антинімецького підпілля «Миколаївський центр» в роки німецько-радянської війни Шурі Коберу та Віті Хоменку, які були страчені німцями у грудні 1942 року. Автори пам'ятника скульптори О. Князик, Т. Судьїна, Ю. Тягно.
- За проєктом архітектора Костянтина Бартошевича, в місті Жовтневому (нині Корабельний район), завершилося будівництво будинку культури суднобудівного заводу «Океан»[2].

## Особи

### Очільники
- Голова виконавчого комітету Миколаївської міської ради — Михайло Штефан.
- 1-й секретар Миколаївського міського комітету КПУ — Костянтин Каранда.

### Народились
- Базилевська-Барташевич Тетяна Анатоліївна (нар. 9 квітня 1959, м. Орджонікідзе, Північно-Осетинська АР, РРФСР) — майстриня художнього ткацтва. Член НСМНМУ (1990). Заслужений майстер народної творчості України (1992). Лауреат Премії імені Миколи Аркаса, проживає в Миколаєві.
- Бондар Сергій Іванович (нар. 26 квітня 1959, Миколаїв) — радянський футболіст, півзахисник. У складі клубу «Суднобудівник» провів 33 матчі, забив 4 голи.
- Гайдаржи Леонід Васильович (нар. 20 травня 1959, Дмитрівка, Татарбунарський район, Одеська область) — український та радянський футболіст, захисник, тренер болгарського походження. У 2005—2007 тренував МФК «Миколаїв», з яким у сезоні 2005–2006 став чемпіоном Другої української ліги.
- Ледней Іван Іванович нар. 4 листопада 1959, с. Довге) — радянський футболіст та український тренер, виступав на позиції захисника та півзахисника. Розпочав футбольну кар'єру в миколаївському «Суднобудівнику». Провів у його складі 67 матчів, забив 3 голи.
- Локшина Олена Ігорівна (нар. 4 червня 1959 р., Миколаїв) — український педагог, завідувачка відділу порівняльної педагогіки Інституту педагогіки НАПН України, доктор педагогічних наук (2011), професор (2015), член-кореспондент НАПН України, Заслужений діяч науки і техніки України.
- Майборода Сергій Федотович (нар. 24 квітня 1959, Миколаїв) — український політик, депутат Верховної Ради України, член фракції Партії регіонів (з 03.2010), член Комітету з питань будівництва, містобудування і житлово-комунального господарства та регіональної політики (з 04.2010); голова Миколаївського міського відділення Партії регіонів (з 2005).
- Маркитан Олексій Віталійович (нар. 18 червня 1959, Миколаїв — пом. 26 червня 2017, Миколаїв) — український художник. Член Національної спілки художників України (з 1989 року).
- Михалко Скаліцкі (нар. 4 червня 1959, с. Озеро, Рівненська область) — український письменник, перекладач, критик родом з Рівненського Полісся, живе в Миколаєві.
- Пастушенко Сергій Іванович (нар. 23 серпня 1959, Миколаїв) — доктор технічних наук, професор, заслужений працівник освіти України (2001), завідувач кафедри Відокремленого підрозділу Національного університету біоресурсів і природокористування України «Бережанський агротехнічний інститут».
- Ставка Анатолій Григорович (нар. 28 березня 1959, Смяч, Щорський район, Чернігівська область, УРСР) — радянський та український футболіст, воротар, тренер МФК «Миколаїв». Захищав ворота «Суднобудівника»/«Евіса» 11 сезонів, провів в миколаївській команді 327 матчів, пропустивши 330 голів.

### Померли
- Круглевич Ілля Якович (30 травня 1890, Миколаїв — 16 липня 1959, Одеса) — караїмський вчений XX століття, юрист, викладач у середній і вищій школі; кримський краєзнавець, співробітник Державного палацу-музею тюркської культури в Бахчисараї. На початку 1920 року — служив старшим газзаном у Феодосії.
- Фаустов Михайло Васильович (1902, Єлець Орловської губернії, тепер Липецької області, Російська Федерація — 1959, Миколаїв) — український радянський діяч, робітник, секретар парткому механічного цеху Миколаївського суднобудівного заводу № 198 імені Марті. Депутат Верховної Ради СРСР 1-го скликання.
- Шайхет Аркадій Самійлович (уроджений — Абрам Шойхет, нар. 28 серпня [9 вересня] 1898, Миколаїв — пом. 18 листопада 1959, Москва, СРСР) — радянський фотограф, один з основоположників радянського фоторепортажу, майстер документальної фотографії.